# Heinrich-Ereignis

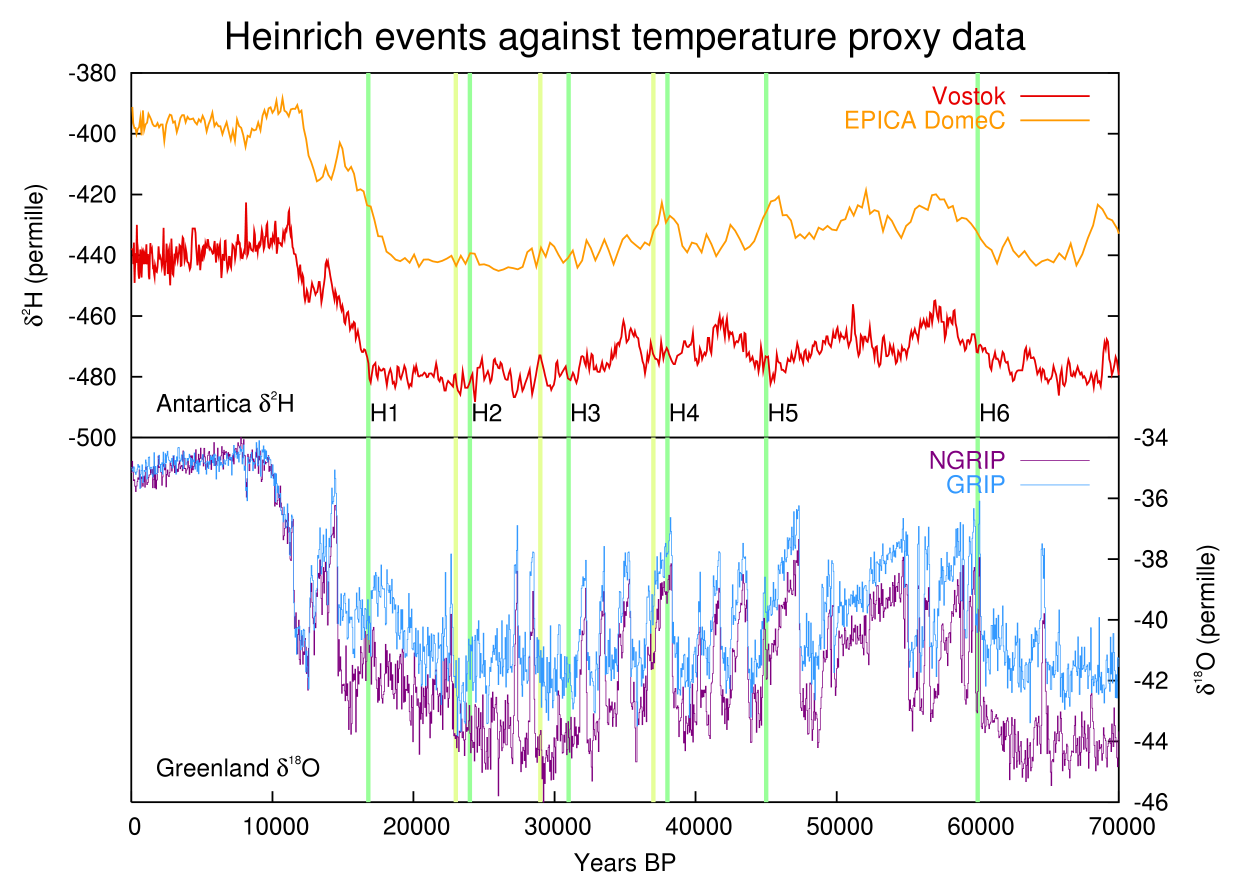
Das Auftreten von Heinrich-Ereignissen (grüne Linien), aufgetragen gegen Wasserstoff/Sauerstoff-Kurven aus Eisbohrkernen.

Heinrich-Ereignisse beschreiben Perioden beschleunigter Eisvorstöße (englisch Ice flow surges) und derer Abflüsse ins Meer. Solche Ereignisse werden aufgrund von Beobachtungen eines verstärkten Sedimenteintrages kontinentalen Ursprunges in jungpleistozänen Sedimentlagen am Meeresboden postuliert – diese Sedimentlagen werden auch als Heinrich-Lagen bezeichnet und gehören zu den Ice-Rafted Debris's (IRDs).
Aufgrund der groben Sedimentfraktion erscheint ein Transport durch Meeresströmungen unwahrscheinlich, als Transportmedium dürften daher vielmehr Eisberge/-schollen in Frage kommen.
Heinrich-Ereignisse wurden im Jahr 1988 erstmals von Hartmut Heinrich erwähnt; namensgebend war Wallace Broecker. Bisher wurden sie nur für die letzte Kaltzeit nachgewiesen. Bei diesen Ereignissen brachen große Mengen an Eisbergen von den vorrückenden Gletschermassen ab und drifteten über den Nordatlantik. Die Eisberge führten Sedimente mit sich, die durch die Gletschertätigkeit abgetragen und inkorporiert worden waren; durch das Schmelzen der Eisberge fiel dieses von Eisbergen verschleppte Material auf den Meeresboden.
Das Schmelzen der Eisberge führte zu einer erhöhten Süßwasserzufuhr in den Nordatlantik. Dieser Zustrom an kaltem Süßwasser hat wahrscheinlich die dichtegetriebenen thermohalinen Zirkulationsmuster des Ozeans verändert. Die Ereignisse fallen oft mit Hinweisen auf globale Klimaschwankungen zusammen.
In Bohrkernen, die von diesen Bereichen des Meeresbodens stammen, können Wissenschaftler sechs Einzelereignisse erkennen; sie werden als H1 bis H6 bezeichnet, wobei H6 für das älteste Ereignis steht. Es gibt Hinweise darauf, dass sich die Ereignisse H3 und H6 von den übrigen Ereignissen unterscheiden.
Es wurden verschiedene Mechanismen vorgeschlagen, die Ursachen von Heinrich-Ereignissen zu erklären: Meist spielt hierbei der Laurentidische Eisschild die Hauptrolle, jedoch deuten andere Hinweise auf den instabilen westantarktischen Eisschild hin, der eine auslösende Rolle gespielt haben soll.

## Das Ereignis
Heinrich-Ereignisse verlaufen nach paläoklimatologischen Maßstäben sehr schnell: Sie dauern ca. 750 Jahre und können binnen weniger Jahre einsetzen. Die Ereignisse wurden bisher nur aus der letzten Vereisungsphase beobachtet; die geringe zeitliche Auflösung der Sedimente vor dieser Zeit macht es unmöglich zu bestimmen, ob sie auch während anderer Vereisungsphasen in der Erdgeschichte auftraten.
Heinrich-Ereignisse fanden während einiger, aber nicht bei allen Kälteeinbrüchen statt, die den schnellen Erwärmungsphasen vorausgingen, welche unter dem Namen Dansgaard-Oeschger-Ereignisse bekannt sind und sich etwa alle 1500 Jahre wiederholten. Die Probleme, die genauen Zeitpunkte zu bestimmen, haben zu Diskussionen geführt, ob es sich in allen Fällen tatsächlich auch um Heinrich-Ereignisse handelt. Einige Autoren (Broecker, Bond & Lotti 1995) sehen die Jüngere Dryas als ein Heinrich-Ereignis, welches dann das Ereignis H0 wäre.

## Diagnose der Heinrich-Ereignisse
Heinrichs ursprüngliche Beobachtungen waren sechs Schichten in Sedimentkernen des Ozeans mit extrem hohem Anteil an Material kontinentalen Ursprungs, nämlich minerogene Fragmente mit einer Korngröße von 180 μm bis 3 mm. Die grobe Sedimentfraktion konnte nicht durch Meeresströmungen transportiert worden sein. Daher wurde angenommen, dass sie von Eisbergen oder Meereis, das vom großen Laurentidischen Eisschelf abgebrochen war, inkorporiert worden war und nach dem Abschmelzen auf den Meeresboden fiel. Der Laurentidische Eisschild bedeckte zu dieser Zeit weite Teile Nordamerikas. Die Spuren dieser Ereignisse in Sedimentkernen hängt signifikant von der Entfernung zur Ursprungsregion ab; ein Ring an Eisbergsedimenten (IRD) säumt den 50. Breitengrad. Er erstreckt sich 3.000 Kilometer von seinem nordamerikanischen Ursprung bis nach Europa und seine Mächtigkeit reduziert sich auf seinem Weg von der Labradorsee bis zum Endpunkt der Eisbergroute in Europa um eine Größenordnung.
Während Heinrich-Ereignissen flossen riesige Mengen Süßwassers in den Ozean. Schätzungen zufolge wurden beim Heinrich-Ereignis H4 0.29±0.05 Sverdrup für eine Dauer von 250±150 Jahren eingetragen, was einem Volumen von 2,3 Millionen km³ entspricht. Einige geologische Indikatoren scheinen zeitlich mit Heinrich-Ereignissen zu korrelieren, aber die Unmöglichkeit einer genauen Datierung erlaubt es nicht, sie zeitlich vor oder hinter dem jeweiligen Ereignis einzuordnen. In einigen Fällen ist es sogar schwer zu beurteilen, ob sie überhaupt mit den Heinrich-Ereignissen in ursächlichem Zusammenhang stehen. Heinrich-Ereignisse sind meist durch folgende Veränderungen gekennzeichnet:

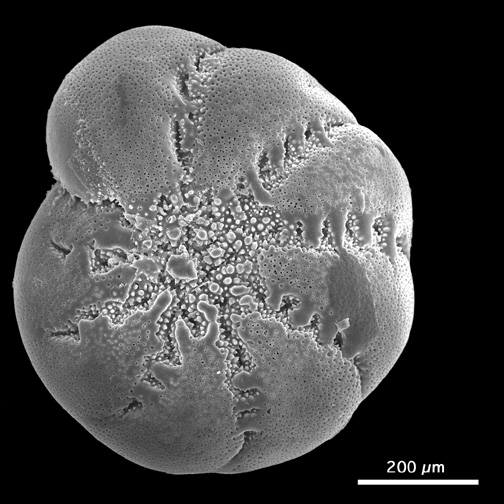
Foraminiferen sind nicht nur ökologische Anzeiger im Ozean, sondern liefern über die Analyse ihrer Schalen auch Daten zu den Isotopenverhältnissen während ihrer Lebenszeit

- Zunehmender δ18O-Gehalt in den Nordmeeren und in ostasiatischen Stalaktiten, die so über klimatologische Proxy-Daten ein Absinken der Globalen Durchschnittstemperatur (bzw. einen Anstieg des Eisvolumens) nahelegen[10]
- Durch den Zustrom von Süßwasser bedingte abnehmende Salinität des Ozeans
- Hinweise auf abnehmende Temperaturen des oberflächennahen Meerwassers westlich der afrikanischen Küste, nachgewiesen über Alkenon-Biomarker[11]
- Veränderungen in der Sedimentvermischung (Bioturbation), die durch grabende Tiere verursacht wird[12]
- Verschiebungen in der Isotopenzusammensetzung von Plankton (Änderungen im δ13C-Anteil, abnehmendes δ18O)
- Pollen weisen auf kälteliebende Kiefern hin, die Eichen auf dem Nordamerikanischen Festland ersetzten[13]
- Abnehmende Vielfalt an Foraminiferen; aufgrund der Integrität vieler Proben kann dies nicht durch Messfehler erklärt werden; die Abnahme wird daher auf den verringerten Salzgehalt zurückgeführt[14]
- Erhöhter terrigener Abfluss an den Kontinenten, der nahe der Amazonasmündung nachgewiesen werden kann
- Korngrößenzunahme des durch Winde transportierten Löss in China, die auf stärkere Winde hindeutet[15]
- Veränderungen in der relativen 230Th Häufigkeit, die Veränderungen der Geschwindigkeit ozeanischer Strömungen vermuten lassen
- Erhöhte Sedimentationsraten im Nördlichen Atlantik, die sich im Anstieg der Gesteinsbruchstücke kontinentalen Ursprungs im Vergleich zur Hintergrundsedimentation bemerkbar machen[8].

Die globale Nachweisbarkeit dieser Spuren zeigt die dramatische Wirkung der Heinrich-Ereignisse.

## Ungewöhnliche Heinrich-Ereignisse

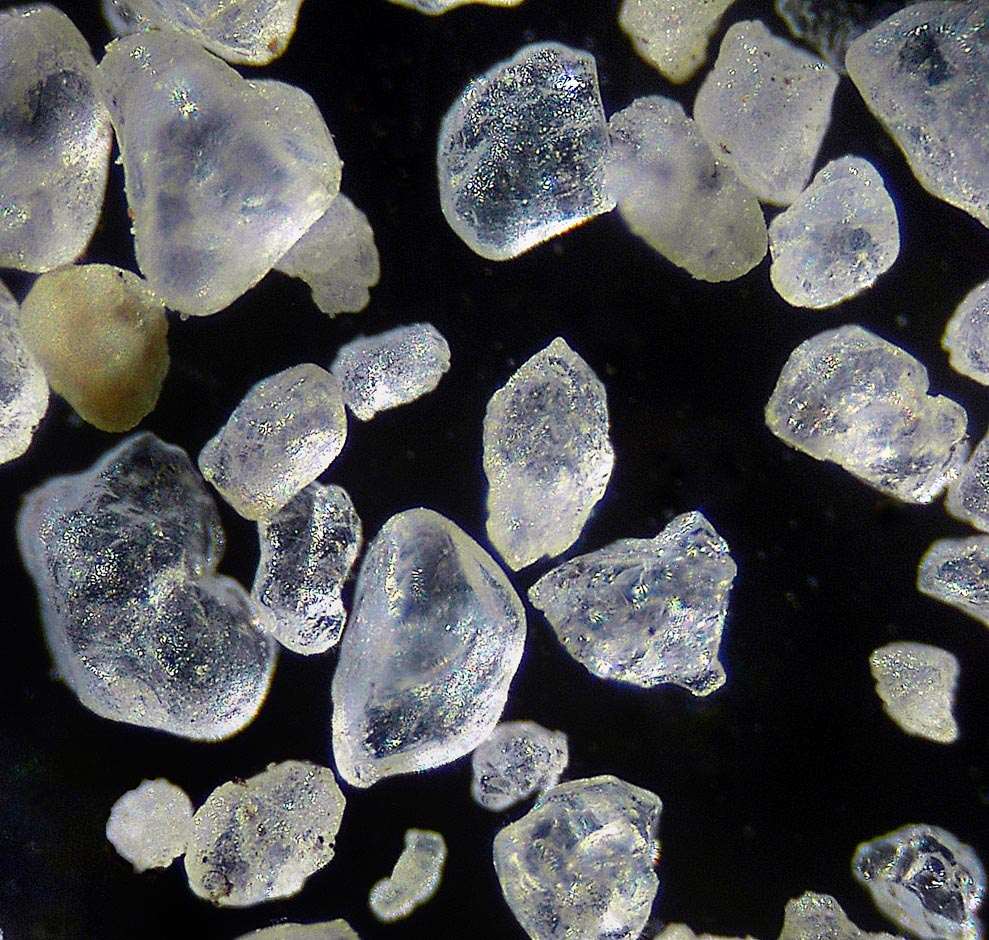
Der Stein-Anteil in Sedimenten, die während der H3- und H6-Ereignisse abgelagert wurden, liegt signifikant unter dem anderer Heinrich-Ereignisse

H3 und H6 zeigen nicht die überzeugende Fülle der für Heinrich-Ereignisse typischen Symptome, wie es bei H1, H2, H4 und H5 der Fall ist. Dies führte manche Forscher zur Annahme, es handele sich hierbei um keine echten Heinrich-Ereignisse, was Gerard Bonds These, Heinrich-Ereignisse würden in einen 7000-jährigen Zyklus fallen, als falsch erscheinen ließe. Einige Kausalketten legen jedoch nahe, dass H3 und H6 sich von anderen Ereignissen in gewisser Hinsicht unterscheiden.
- Extremwerte im Gesteinsanteil: Ein weit geringerer Anteil an Gesteinsbruchstücken (3.000 Körner pro Gramm) werden bei H3 und H6 gefunden,[16] was gegenüber normalerweise 6000 Körnern pro Gramm bedeutet, dass die Kontinente als Quelle für die Ozeansedimente während dieser beiden Events eine geringere Rolle gespielt haben.

- Auflösung von Foraminiferen: Foramaniferen-Gehäuse scheinen während H3 und H6 stärker erodiert worden zu sein (Gwiazda et al, 1996). Dies kann durch einen Zustrom an nährstoffreichem – und daher korrosivem antarktischen Bodenwasser verursacht worden sein, der seinerseits auf eine Reorganisation ozeanischer Zirkulationsmuster zurückzuführen sein könnte.[17]

- Herkunft des Eises: Eisberge in H1, H2, H4 und H5 scheinen entlang der Hudsonstraße gedriftet zu sein, H3- und H6-Eisberge dagegen quer dazu.[18]

- Verteilung der vom Eis inkorporierten Grobfraktion: die glazigenen Sedimente erstrecken sich während H3- und H6-Ereignissen bei weitem nicht so weit nach Osten wie diejenigen der anderen Ereignisse. Daher sind einige Forscher zu der Vermutung übergegangen, dass zumindest einige H3- und H6-Sedimente europäischen Ursprungs waren.[12]

## Ursachen
Wie bei vielen anderen Problemen in der Klimatologie ist auch hier das System bei weitem zu komplex, um sicher eine Ursache identifizieren zu können. Es gibt mehrere mögliche Antriebe, die in zwei Kategorien fallen.

### Interne Antriebe – das „Binge-Purge“-Modell
Bei diesem Modell wird angenommen, dass interne Faktoren in Eisschilden die periodische Desintegration großer Eisvolumen verursachen, die der Auslöser für Heinrich-Ereignisse ist.
Die allmähliche Ansammlung von Eis auf dem Laurentidischen Eisschild, die binge phase, führte zu einem graduellen Anstieg seiner Masse. Sobald der Schild eine kritische Auflast erreicht hatte, wurde das weiche, lockere Sediment unter dem Gletscher durch den Druck in ein glattes Schmiermittel verwandelt, über das der Eisschild abrutschen konnte.
Die purge phase (Entleerungsphase) dauerte etwa 750 Jahre. Beim ursprünglichen Modell wurde davon ausgegangen, dass die Erdwärme das Auftauen der unter dem Gletscher befindlichen Sedimentlage in Gang setzte, sobald das Eisvolumen groß genug war, um ein Entweichen der Erdwärme in die Atmosphäre zu verhindern. Mathematische Modellrechnungen eines derartigen Systems sind konsistent mit einer 7000-jährigen Periode – erkennbar, wenn H3 und H6 tatsächlich als Heinrich-Ereignisse angesehen werden. Sind jedoch H3 und H6 keine Heinrich-Ereignisse, so verliert das Binge-Purge-Modell an Glaubwürdigkeit, da die vorhergesagte Periodizität für seine Annahmen eine Schlüsselrolle spielt.
Dass Heinrich-Ereignisse während vorangegangener Eiszeiten nicht beobachtet werden, lässt die Theorie etwas unwahrscheinlich erscheinen, obwohl dies auch dem Fehlen hochauflösender Sedimente zugeschrieben werden kann. Daneben sagt das Modell voraus, dass die im Verlauf der pleistozänen Vereisungen rückläufige Größe der Eisschilde einen Einfluss auf Größe, Stärke und Frequenz der Heinrich-Ereignisse haben sollte, was jedoch so nicht vorzufinden ist.

### Externe Antriebe
Mehrere Faktoren, die ursächlich nicht den Eisschilden zugeordnet werden, könnten ebenfalls Heinrich-Ereignisse verursacht haben, aber ihre Einflüsse müssten groß genug sein, um deren Abdämpfung durch die großen Eisvolumina überwinden zu können.
Gerard Bond vermutet, dass eine periodisch alle 1500 Jahre wiederkehrende Änderung des Energieflusses der Sonne mit den Dansgaard-Oeschger-Ereignissen korreliert sei und damit auch mit den Heinrich-Ereignissen; aber die relativ geringe Energieänderung lässt es unwahrscheinlich erscheinen, dass solch ein extraterrestrischer Faktor die nötige Kraft hat, zumindest nicht ohne große positive Rückkopplungsprozesse innerhalb des Systems Erde.
Indes ist es möglich, dass die Erwärmung Eisschilde nicht direkt schmolz, sondern vielmehr über einen erwärmungsbedingten Anstieg des Meeresspiegels den umliegenden Schelfeisgürtel durch eine Erosion seiner Basis destabilisierte. Durch dessen Zerfall konnten dann Eisströme aus dem Eisschild sprungartig zum Meer vorstoßen. Sobald ein Teilstück wegbrach, trug das freigesetzte Eis zu einem weiteren Anstieg des Meeresspiegels bei (positive Rückkoppelung). Für diese Theorie spricht, dass das Aufbrechen des Eises in H1, 2, 4 und 5 nicht zeitgleich geschah, wobei es am Europäischen Schild dem Abschmelzen um bis zu 1500 Jahre vorauseilte.

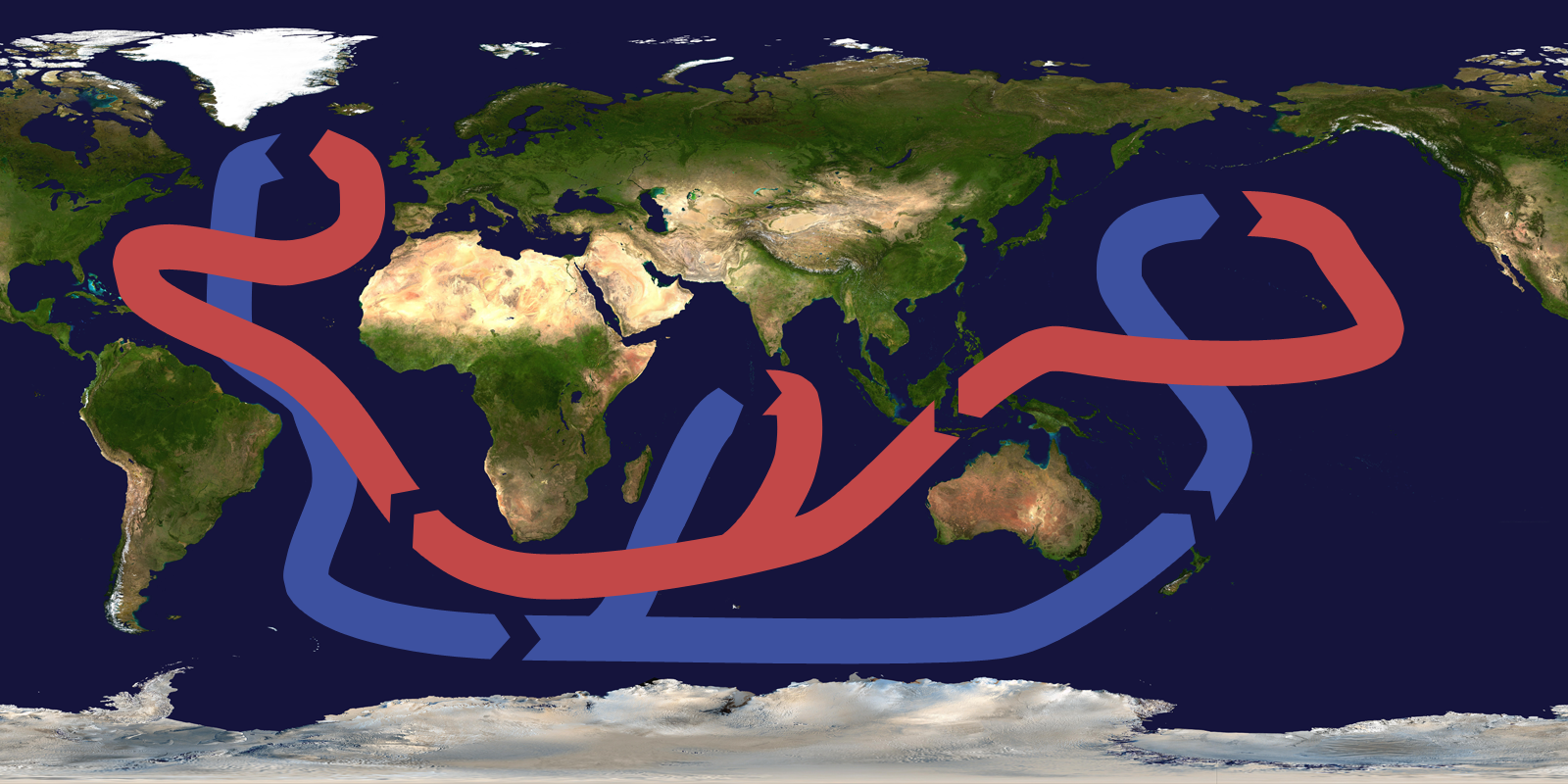
Gegenwärtige thermohaline Zirkulation. Der Golfstrom ganz links könnte im Rahmen von Heinrich-Ereignissen umgeleitet worden sein

Im Atlantic Heat Piracy-Modell von Seidov und Maslin (2001) wird angenommen, dass Veränderungen der Ozeanzirkulation eine Erwärmung einer Ozean-Hemisphäre auf Kosten der anderen verursachte.
Gegenwärtig lenkt der Golfstrom warmes, äquatoriales Wasser in Richtung Nordatlantik. Die Zufuhr von Süßwasser zum Nordmeer könnte die Stärke des Golfstroms mindern und ihn außerdem in eine südliche Strömung umdrehen lassen. Laut Stocker (1998) würde dies eine Abkühlung der nördlichen Hemisphäre bei gleichzeitiger Erwärmung der südlichen Hemisphäre verursachen, was seinerseits Veränderungen in der Eisakkumulations- und Schmelzrate zur Folge hätte und womöglich zur Schelfeiszerstörung und Heinrich-Ereignissen führen könnte.
Im bipolaren Modell von Rohling (2004) wird angenommen, dass ein Anstieg des Meeresspiegels schwimmendes Schelfeis anhob, was zu seiner Destabilisierung und Zerstörung führte. Ohne die Unterstützung schwimmenden Schelfeises seien kontinentale Eismassen in Richtung der Ozeane ausgeflossen und in Eisberge und See-Eis zerfallen.
Im gekoppelten Ozean/Atmosphärenmodell von Ganopolski und Rahmstorf wurde eine Süßwasserzufuhr integriert, die zeigte, dass sowohl Heinrich-Ereignisse wie auch Dansgaard-Oeschger-Ereignisse ein hystereses Verhalten zeigen. Dies bedeutet, dass nur relativ geringe Veränderungen der Süßwasserzufuhr in die Nördlichen Ozeane – ein Zuwachs um 0,15 Sv oder ein Rückgang um 0,03 Sv – ausreichen, um eine tiefgreifende Veränderung der Globalzirkulation zu verursachen. Als Ergebnis zeigte sich, dass ein Heinrich-Ereignis nicht eine Abkühlung in der Gegend um Grönland, sondern weiter südlich, vornehmlich im subtropischen Atlantik zur Folge hatte, was durch die meisten verfügbaren paläoklimatischen Daten gestützt wird.
Diese Idee wurde von Maslin und seinen Mitautoren mit Dansgaard-Oeschger Ereignissen verknüpft. Sie schlagen vor, dass jeder der Eisschilde seine eigenen Stabilitätsbedingungen habe, aber dass durch ein Abschmelzen der Zustrom von Süßwasser groß genug war, um die Ozeanströmungen umzulenken – was wiederum anderenorts ein Schmelzen auslöste. Mit anderen Worten: Dansgaard-Oeschger-Ereignisse und der ihnen zugehörige Zustrom von Schmelzwasser reduzieren die Stärke der Nordatlantischen Tiefenströmung (NADW, North Atlantic Deep Water), was seinerseits die meridionale Zirkulation (AMOC, Atlantic meridional overturning circulation) schwächt und damit zu einem erhöhten Wärmetransfer in Richtung des südhemisphärischen Pols führt. Dieses wärmere Wasser führt zum Schmelzen des Antarktischen Eises, wodurch die dichtegetriebene Stratifikation und die Stärke der antarktischen Bodenwasser-Strömung (AABW, Antarctic Bottom Water current) reduziert wurden. Dies jedoch erlaubt der NADW, in ihre alte Stärke zurückzukehren, was ein Schmelzen auf der nördlichen Hemisphäre und ein erneutes Dansgaard-Oeschger Ereignis nach sich zieht. Gegebenenfalls erreicht der Schmelzprozess einen Grenzwert, wobei er den Meeresspiegel genügend anhebt, um den Schelfeisgürtel des Laurentidischen Eisschildes zu korrodieren – und so ein Heinrich-Ereignis auslöst und den Zyklus in seinen Urzustand zurückversetzt.
Hunt & Malin (1998) schlugen vor, dass Heinrich-Ereignisse auch durch Erdbeben in Gang gebracht werden könnten, da die schnelle Enteisung am Eisschildrand das unterliegende Gestein jäh entlastet.